# Francisco Porcel Rodríguez
Francisco Porcel Rodríguez (Lugros, 28 de enero de 1974) es un torero retirado de la provincia de Granada, que tomó la alternativa el 5 de junio de 1996 de manos de Rafael Camino y Manolo Sánchez.

## Biografía
El torero Francisco Porcel nace en la localidad granadina de Lugros, en el seno de una familia taurina puesto que su padre fue mayoral de una ganadería de reses de lidia.

## Carrera profesional
Se viste de luces por primera vez en Jérez del Marquesado en el año 1990. Su presentación con picadores tendría que esperar tres años más, el día 2 de octubre, en la localidad de El Vellón. Esa tarde se lidiaban 4 novillos de la divisa de don Marcos Sáenz de Miera Bartolomé, pero solo pudo matar el primero de su lote al resultar herido, no obstante le cortó las dos orejas. Tras participar en algunos festivales y alguna que otra novillada más, el año de 1994 sería el año de su consagración como novillero, toreando en un elevadísimo número de festejos, ocupando la décima posición en el escalafón, con un total de 30 novilladas. Ese mismo año realiza su presentación en la Monumental de Frascuelo, donde corta una oreja a un toro de Las Ramblas y en otras importantes plazas españolas como en la Plaza de Toros de Valencia.
Si importante es el año referido de 1994 en la carrera como novillero de Francisco Porcel, el siguiente año de 1995 lidia un total de 36 corridas de novillos, presentándose en el coso de Las Ventas el 15 de julio, en festejo nocturno, alternando con Juan de Pura y Francisco Barroso, que también debutan esa tarde-noche. Vestía de verde manzana y oro con algunos remates negros y dio muerte a un novillo de nombre Surcador, del hierro de los Hermanos Vergara. Esa noche, fue ovacionado por el respetable en sus dos novillos.
El año de su alternativa, 1996 torea en unas pocas ocasiones, no obteniendo triunfos destacables aparte de esta. Las dos siguientes temporadas no se viste de luces, para retomarlo en la temporada de 1999, actuando en tres ocasiones, dos de ellas en la Plaza de Toros de Granada, saliendo a hombros ambas tardes y una tercera en la Monumental de Barcelona donde fue ovacionado llegando a dar una vuelta al ruedo. Después de esta temporada, Francisco se retira de los ruedos.